# 龍尾古廟

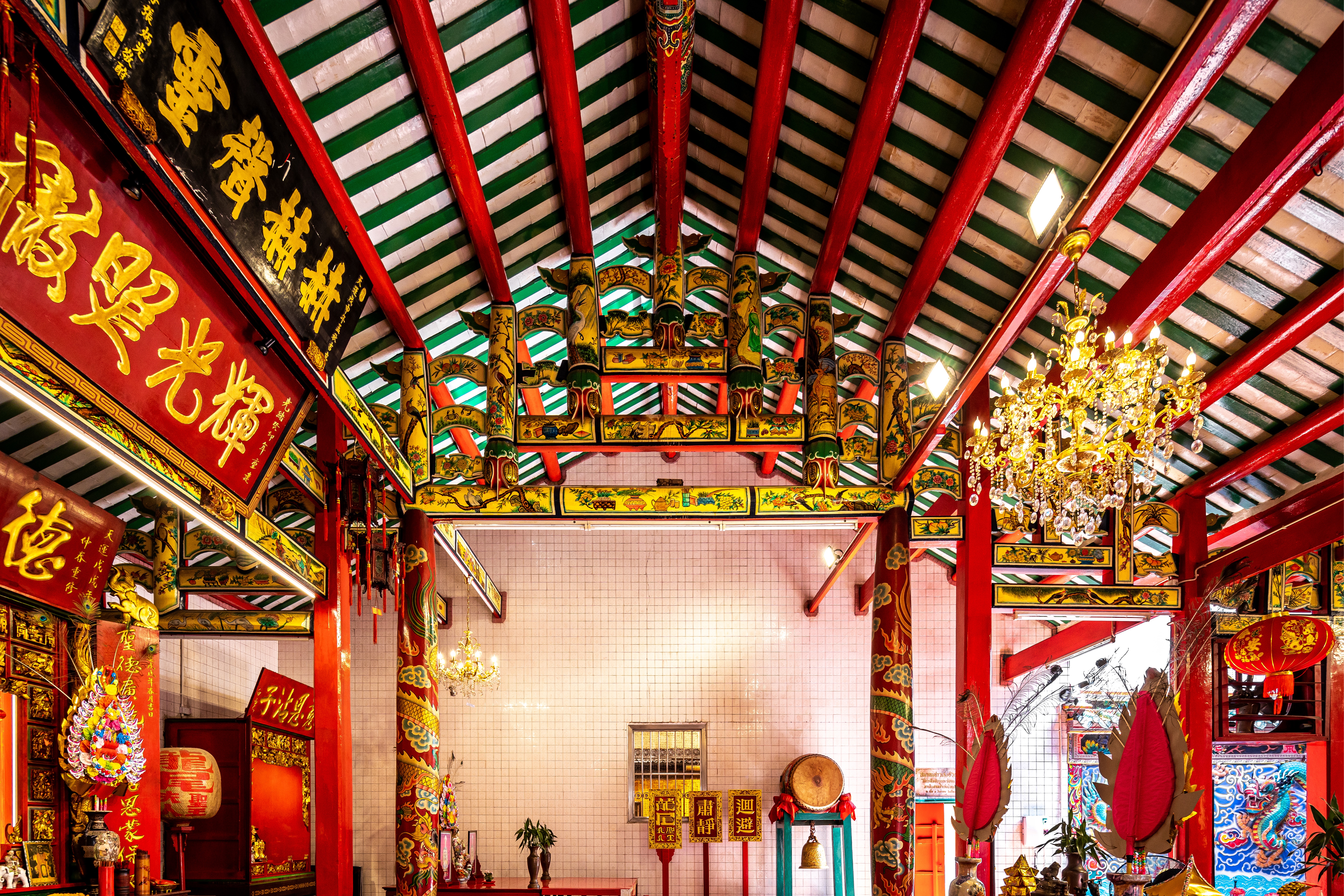
内部

龍尾古廟，泰國曼谷的潮州廟宇，位於石龙军路龙尾爷街，主祀龍尾聖王。

## 歷史
據碑記載，現今之龍尾古廟建於1840年，廟史可追溯到1658年的阿瑜陀耶時期，歷史較曼谷城更爲久遠，為潮州式廟宇。龍尾古廟曾蒙朱拉隆功國王御赐香炉，诗琳通公主曾三次到此祭拜。
2021年，龍尾古廟完成重修改建，工程歷時1年9個月，獲谢国民、苏旭明、黄迨光等潮州僑領資助。

## 建築
龙尾古庙为中式潮州风格庙宇，青绿色瓦，嵌瓷华丽，檐柱刻龙为饰。2021年重修后，新建大门石狮，围墙增加二十四孝彩绘，天地父母案台、天公灯亦获翻新。

## 祀神
龍尾古廟主祀龙尾圣王，亦祀龍尾聖王夫人、天地父母、九天娘娘、财帛星君、福德老爷、协天大帝、玄天上帝暨地主神。